# Porquera de Santullán

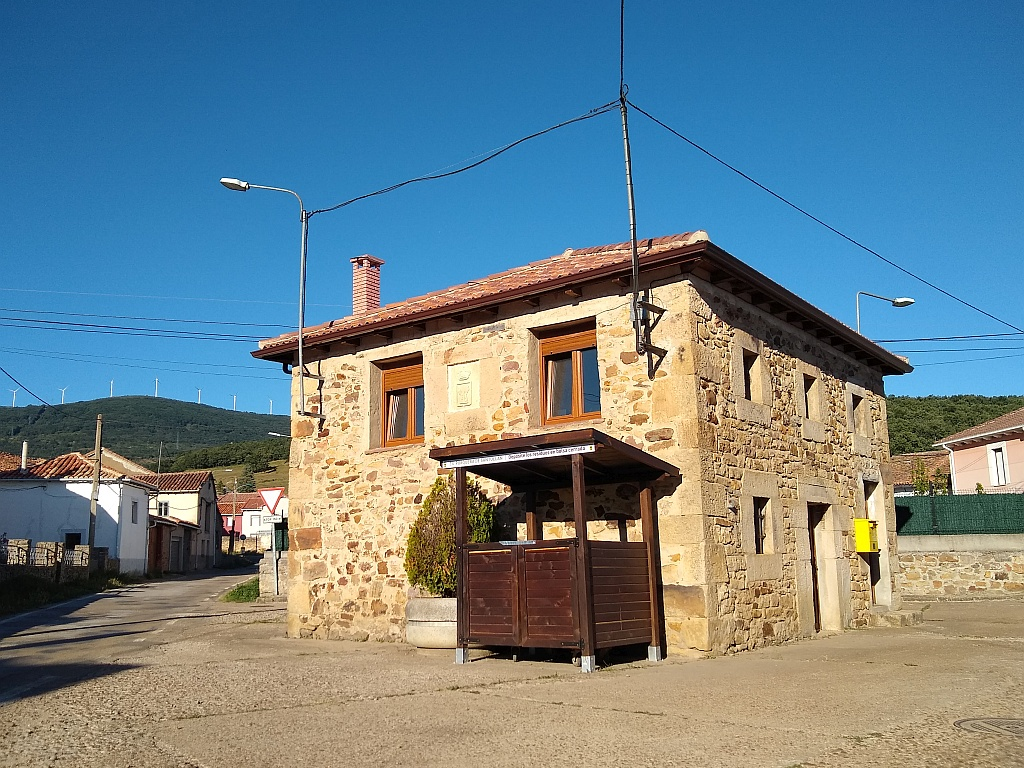
Casa Concejo

Porquera de Santullán es una localidad de la provincia de Palencia (comunidad autónoma de Castilla y León). Pedanía de Barruelo de Santullán. 

## Geografía
La localidad dista 1,4 km de Barruelo, cabecera municipal, a 990 metros. Revilla de Santullán, Porquera de Santullán y Barruelo de Santullán están seguidos, llegado el letrero del final de un pueblo ya encuentras el siguiente.

## Demografía
Evolución de la población en el siglo XXI
| Gráfica de evolución demográfica de Porquera de Santullán entre 2000 y 2020 |
|                                                                             |
| Población de derecho (2000-2020) según el padrón municipal del INE          |

## Fiestas
- Agosto: campeonatos de tute, ping-pong, bolos, fútbol, espectáculos infantiles, verbena, salchichada, rana, grandiosos premios y fantásticas personas y barbacoas.

## Historia
A la caída del Antiguo Régimen la localidad se constituye en municipio constitucional que en el censo de 1842 contaba con 13 hogares y 68 vecinos, para posteriormente integrarse en Santa María de Nava.

## Parroquia
Iglesia parroquial de Santa María católica en la unidad pastoral de Barruelo de Santullán en el Arciprestazgo de Campoó-Santullán.